# Lutzomyia hardisoni
Lutzomyia hardisoni är en tvåvingeart som först beskrevs av Vargas L., Díaz Nájera A. 1952.  Lutzomyia hardisoni ingår i släktet Lutzomyia och familjen fjärilsmyggor. Inga underarter finns listade i Catalogue of Life.